# محمد حسین استرآبادی
شیخ محمدحسین مقصودلو استرآبادی (۱۲۴۰–۱۳۰۳) از روحانیون مشروطه خواه و نماینده استرآباد (گرگان) در دوره‌های سوم و چهارم مجلس شورای ملی بود.
شیخ محمدحسین استرآبادی پس از سالها تحصیل و تدریس در نجف در سال ۱۲۷۵ خورشیدی به استرآباد بازگشت. او از روحانیون نوگرای زمان خود به‌شمار می‌رفت. او دو مدرسه به سبک جدید به نامهای سعادت و امیریه در استرآباد بر پا کرد. در جریان نهضت مشروطه فعال بود و در سومین دوره مجلس شورای ملی، به نمایندگی از استرآباد به مجلس رفت. او از جمله نمایندگان مجلس بود که در پی تعطیلی این مجلس بر اثر نزدیک شدن ارتش روسیه به تهران در پاییز ۱۲۹۴ خورشیدی به قم و سپس کرمانشاه مهاجرت کردند و در آنجا «دولت ملی» به ریاست نظام السلطنه مافی تشکیل دادند. با شکست این دولت به استانبول مهاجرت کرد. پس از پایان جنگ به ایران بازگشت و در انتخابات مجلس چهارم بار دیگر به نمایندگی استرآباد برگزیده و وارد مجلس شد (۳۱ خرداد ۱۳۰۰ خورشیدی). او پس از افتتاح مجلس به حکومت نظامی اعتراض کرد و چون ادامه اعتراض امکانپذیر نبود، مجلس را رها کرد. سپس به حکم سردارسپه به خراسان تبعید شد و در هفدهم شعبان ۱۳۴۳ (اسفند ۱۳۰۳) در مشهد درگذشت.
از شیخ محمدحسین استرآبادی دو پسر به نامهای شیخ نصرالله مقصودلو و مرتضی مقصودلو باقی ماند. نوه اش مهدی مقصودلو (فرزند شیخ نصرالله) بارها برای راهیابی به مجلس شورای ملی کوشش کرد اما موفق نشد. نوه دیگر او بهمن مقصودلو فیلمساز ایرانی است.